# Assignan
Assignan település Franciaországban, Hérault megyében. Lakosainak száma 168 fő (2022. január 1.). Assignan Bize-Minervois, Babeau-Bouldoux, Pardailhan, Saint-Chinian, Saint-Jean-de-Minervois és Villespassans községekkel határos.

## Népesség
A település népességének változása:
| Lakosok száma | 162  | 117  | 145  | 181  | 167  | 166  | 162  | 164  | 157  | 168  |
|               | 1968 | 1982 | 1990 | 2006 | 2013 | 2015 | 2017 | 2019 | 2020 | 2022 |